# 민무늬땅다람쥐
민무늬땅다람쥐(Xerus rutilus)는 다람쥐과에 속하는 설치류의 일종이다. 지부티와 에리트레아, 에티오피아, 케냐, 소말리아, 수단, 탄자니아, 우간다에서 발견된다. 자연 서식지는 건조 사바나 지역과 아열대 또는 열대 기후 지역의 건조 관목 지대이다.